# 佟国纲
佟国纲（穆麟德轉寫：tung guwe g῾ang，约1630年代—1690年），一等公爵、都统，康熙帝舅父，太子太保佟图赖（三等精奇尼哈番，满语子爵）长子，孝康章皇后之弟，佟国维之兄。本姓佟，為漢化的女真人的後裔，隸漢軍正藍旗；後來康熙帝為生母擡旗，其族人改隸满洲镶黄旗改满姓為佟佳氏。
康熙二十七年，奉命隨领侍領侍衛內大臣索额图、张鹏翮等与沙俄订立《尼布楚条约》，保护清朝的北部边界安全。二十九年，在征准噶尔部噶尔丹的烏蘭布通之戰中陣亡 (今内蒙古自治区克什克腾旗)。入祀功臣庙东次龛第一位（载《钦定八旗通志：八旗祀典二》卷82）。

## 家庭
- 子鄂伦岱、法海、夸岱。